# Резолюция Совета Безопасности ООН 1022
Резолюция Совета Безопасности Организации Объединённых Наций 1022 (код — S/RES/1022), принятая 22 ноября 1995 года, ссылаясь на все резолюции, касающиеся конфликтов в бывшей Югославии, Совет приостановил действие мер, предусмотренных предыдущими резолюциями, касающихся бывшей Югославии.
Совет вновь подтвердил приверженность мирному урегулированию конфликтов путём переговоров и сохранению целостности государств в границах, признанных международно. Усилия международного сообщества и Контактной группы, по оказанию содействия участникам конфликта по достижению его урегулирования, были высоко оценены.
Правительства Боснии и Герцеговины, Хорватии и Союзной республики Югославия получили высокую оценку за их участие в непрямых мирных переговорах в Соединённых Штатах, парафирование Общего рамочного соглашения в Детройте и договорённость официально подписать Мирное соглашение. Стороны также обязались помочь в поисках двух французских летчиков, пропавших без вести в Боснии и Герцеговине, и обеспечить их безопасное возвращение.
Подчеркнув необходимость соблюдения всех положений Мирного соглашения, было отмечено, что исполнение распоряжений Международного трибунала по бывшей Югославии, является его важнейшим аспектом. Также была подчеркнута важность Международной конференции, в целях достижения консенсуса по распоряжению активами между государствами — правопреемниками государства ранее известного как Социалистическая Федеративная Республика Югославия.
Действуя в соответствии с главой VII Устава Организации Объединённых Наций, Совет постановил:
- приостановить меры, введенные в резолюциях 757 (1992), 787 (1992), 820 (1993), 942 (1994), 943 (1994), 988 (1995), 992 (1995), 1003 (1995) и 1015 (1995);
- не распространять приостановление введённых мер на боснийскую сербскую сторону до тех пор, пока она не уйдёт за зоны разъединения, установленные Мирным соглашением;
- отменить приостановление введённых мер на пятый рабочий день, при невыполнении Союзной Республикой Югославией или боснийской сербской стороной обязательств по Мирному соглашению, если Совет не примет иного решения;
- полностью отменить введённые меры через десять дней после первых свободных и справедливых выборов, при условии соблюдения Мирного соглашения;
- разрешить государствам высвободить в соответствии с законом ранее замороженные средства и активы на время приостановления мер или пока меры не будут полностью отменены Советом;
- достигнуть государствам — правопреемникам Социалистической Федеративной Республики Югославии договорённостей в распределении средств и активов, а также предусмотреть в рамках национального законодательства положения об удовлетворении встречных претензий;
- продолжать принимать необходимые меры всем государствам, с целью не допущения претензий при осуществлении контактов или операций, когда такое осуществление было затронуто мерами, введёнными в резолюциях, упомянутыми в первом пункте.

Совет поручил Комитету, учрежденному резолюцией 727, изменить свои руководящие принципы, путём внесения в них поправок. Также Совет выразил признательность соседним государствам и всем Организациям, принимавшим участие в урегулировании конфликта, за их весомый вклад в достижение мира путём проведения мирных переговоров.